# Champaign-Urbana
Champaign-Urbana ou Chambana é uma aglomeração urbana de duas cidades adjacentes (Champaign e Urbana) no estado de Illinois, nos Estados Unidos, situada na região centro-este do estado, perto da fronteira com o estado de Indiana.  É a sede do condado ("county") de Champaign com aproximadamente 109,000 de habitantes, e foi fundada em 1828. É conhecida nacionalmente pela sua reputada universidade estadual, a University of Illinois at Urbana-Champaign, com mais de 40.000 estudantes graduados e pós-graduados.

## Personalidades
- Saul Perlmutter (1958), Prémio Nobel de Física de 2011